# Friedrich Jakob
Friedrich Jakob (* 18. März 1910 in Ehringshausen; † 9. September 1994 in Mainz) war ein deutscher Offizier der Wehrmacht und spielte beim 20. Juli 1944 ähnlich wie Otto Remer eine fatale Rolle.

## Militärischer Werdegang
Friedrich Jakob trat 1928 in das Infanterie-Regiment 15 in Gießen ein, im April 1936 erfolge seine Versetzung zum Infanterie-Regiment 36 nach Worms. Im Oktober 1936 bei der Neuaufstellung des 6./IR 105 in Trier wurde er Zugführer. 1939 übernahm er als Oberleutnant das IR 105 als Kompanie-Chef. Mit diesem kämpfte er in Frankreich und auf dem Balkan. Das IR 105 übernahm er als Hauptmann. Für die Einnahme des Forts Balaklawa auf der Krim wurde am 4. März 1942 mit dem Ritterkreuz zum Eisernen Kreuz ausgezeichnet. Ab September 1942 führte er die Kampfschule der 72. Infanterie-Division, und im April 1943 wurde er als Major Taktiklehrer an Truppenübungsplatz Döberitz.

### 20. Juli 1944
Im Rahmen des Unternehmens Walküre besetzte Major Friedrich Jakob bereits um 17:30 Uhr das Haus des Rundfunks. Er befahl dem Intendanten, den Sendebetrieb einzustellen. Daraufhin begab sich dieser mit Jakob in einen Schaltraum und legte einen Schalter um. Jakob glaubte, dass damit der Sendebetrieb eingestellt war. Dennoch sendete Berlin weiter. Damit verblieb dem NS-Regime die Möglichkeit, dem deutschen Volk schnell und direkt mitzuteilen, dass Hitler das Attentat überlebt hatte.

### Weiter Kriegsereignisse
Da Jakob an der Verschwörung nicht teilgenommen hatte, sondern nur Befehle ausführte, wurde er am 1. August 1944 zum Oberstleutnant befördert und übernahm als Kommandeur das Volksgrenadier-Regiment 1149. Am 18. Dezember 1944 wurde er mit dem Eichenlaub zum Ritterkreuz dekoriert. Am 8. Mai 1945 geriet er in sowjetische Gefangenschaft, aus der er am 6. Januar 1950 entlassen wurde.